# Anksiolitik
Anksiolitik (antipanični ili antianksiozni agens.) je lek koji se koristi za lečenje anksioznosti, i srodnih psiholoških i fizičkih simptoma. Anksiolitici su se pokazali korisnim u lečenju anksioznih poremećaja
Beta blokatori kao što su propranolol i oksprenolol, mada nisu anksiolitici, se mogu koristiti za suzbijanje somatskih simptoma anksioznosti.

## Tipovi anksiolitika

### Benzodiazepini
Benzodiazepini se propisuju za kratkotrajno olakšavanje teške i onesposobljavajuće anksioznosti. Benzodiazepini se koriste za lečenje velikog broja oboljenja i simptoma i obično su privi izbor leka za kratkotrajnu CNS sedaciju. Dugotrajna upotreba obuhvata lečenje teške anksioznosti. Postoji rizik benzodiazepinskog povlačenja i povratka sindroma nakon kontinuirane upotrebe duže od dve nedelje. Tolerancija i zavisnost se mogu javiti kod pacijenata na takvim tretmanima. Postoji takođe dodatni problem akumulacije metabolita leka i nuspojava.

### SSRI
Selektivni inhibitori preuzimanja serotonina, ili serotonin-specifični inhibitori preuzimanja, (SSRI) su klasa jedinjenje koja se tipično koristi kao antidepresanti u lečenju depresije, anksioznih poremećaja, i nekih poremećaja ličnosti. SSRI lekovi su primarno klasifikovan kao antidepresanti i tipično su više doze neophodne da bili efektivni u lečenju anksioznih poremećaja.

### Azapironi
Azapironi su klasa agonist 5-1A receptora. Oni ne proizvode sedaciju i zavisnost poput benzodiazepina, i izazivaju znatno manje kognitivno pogoršanje.

## Literatura
- Dan J. Stein; Eric Hollander; Barbara Olasov Rothbaum, ур. (14. 08. 2009). Textbook of Anxiety Disorders (second изд.). American Psychiatric Publishing, Inc. стр. 194. ISBN 9781585622542.
- Barlow, David H.; Durand, V. Mark (2009). Abnormal Psychology: An Integrative Approach. Chapter 7: Mood Disorders and Suicide (Fifth изд.). Belmont, CA: Wadsworth Cengage Learning. стр. 239. ISBN 978-0-495-09556-9. OCLC 192055408.

## Spoljašnje veze
- Anksiolitici

|  | Molimo Vas, obratite pažnju na važno upozorenje u vezi sa temama iz oblasti medicine (zdravlja). |